# Armor for Sleep
Armor for Sleep fue una banda americana de rock alternativo de Maplewood y Teaneck, Nueva Jersey (EE. UU.). El vocalista Ben Jorgensen fue quien escribió las primeras canciones de la banda, formándola con dos de sus amigos :AJ Resnick y Paul Abrahamian, que pronto dejarían la banda. Luego Ben le preguntó al baterista, Nash Breen, que estaba en una banda llamada Prevent Falls, banda que dejó para unirse a Armor for sleep junto a su primo PJ DeCicco .
La banda se había registrado anteriormente en Equal Vision Records con sus primeros dos discos. Pero luego, en el tercero, estuvieron en Warner Bros/Sire Records.
Uno de sus sencillos, "Remember to Feel Real", fue incluido en la banda sonora de la película Serpientes en el avión en agosto del 2006, mientras que "End of the World" formó parte de la banda sonora de la película Transformers. 
En octubre de 2009 mediante un comunicado oficial, la banda anunció su separación definitiva.

## Miembros
- Ben Jorgensen – voces, guitarra rítmica, piano
- PJ DeCicco – guitarra principal
- Anthony Dilonno – bajo
- Nash Breen – batería

## Discografía

### Álbumes de estudio
- 2003 Dream to Make Believe
- 2005 What to Do When You Are Dead
- 2007 Smile For Them

### EP
- 2008 The Way Out Is Broken

## Sencillos
| Año  | Canción                  | Ranking en las listas | Ranking en las listas | Ranking en las listas | Álbum                        |
| Año  | Canción                  | US Hot 100            | US Modern Rock        | US Mainstream Rock    | Álbum                        |
| ---- | ------------------------ | --------------------- | --------------------- | --------------------- | ---------------------------- |
| 2003 | "Dream to Make Believe"  |                       |                       |                       | Dream to Make Believe        |
| 2004 | "My Town"                |                       |                       |                       | Dream to Make Believe        |
| 2005 | "Car Underwater"         |                       |                       |                       | What to Do When You Are Dead |
| 2005 | "The Truth About Heaven" |                       |                       |                       | What to Do When You Are Dead |
| 2006 | "Remember to Feel Real"  |                       |                       |                       | What to Do When You Are Dead |
| 2007 | "Williamsburg"           |                       |                       |                       | Smile For Them               |
| 2008 | "Hold the Door"          |                       |                       |                       | Smile For Them               |